# Time Flies... 1994–2009
Time Flies... 1994–2009 je kompilační album anglické rockové skupiny Oasis. Bylo vydáno 14. června 2010 a obsahuje 27 singlů, které kapela vydala v letech 1994 až 2009. Bylo vydáno celkem pět různých verzí tohoto alba – dvoudisková CD verze, DVD, deluxe box set, box set s pěti LP a iTunes deluxe edice.

## Seznam skladeb
Autorem všech skladeb je Noel Gallagher, pokud není uvedeno jinak.

### Disk 1
| Pořadí | Název                      | Původní album                            | Délka |
| ------ | -------------------------- | ---------------------------------------- | ----- |
| 1.     | Supersonic                 | Definitely Maybe (1994)                  | 4:44  |
| 2.     | Roll with It               | (What's the Story) Morning Glory? (1995) | 3:59  |
| 3.     | Live Forever               | Definitely Maybe (1994)                  | 4:36  |
| 4.     | Wonderwall                 | (What's the Story) Morning Glory? (1995) | 4:19  |
| 5.     | Stop Crying Your Heart Out | Heathen Chemistry (2002)                 | 5:02  |
| 6.     | Cigarettes & Alcohol       | Definitely Maybe (1994)                  | 4:51  |
| 7.     | Songbird (Liam Gallagher)  | Heathen Chemistry (2002)                 | 2:08  |
| 8.     | Don't Look Back in Anger   | (What's the Story) Morning Glory? (1995) | 4:50  |
| 9.     | The Hindu Times            | Heathen Chemistry (2002)                 | 3:52  |
| 10.    | Stand by Me                | Be Here Now (1997)                       | 5:59  |
| 11.    | Lord Don't Slow Me Down    | Non-album single (2007)                  | 3:19  |
| 12.    | Shakermaker                | Definitely Maybe (1994)                  | 5:10  |
| 13.    | All Around the World       | Be Here Now (1997)                       | 9:41  |

### Disk 2
| Pořadí | Název                                 | Původní album                             | Délka |
| ------ | ------------------------------------- | ----------------------------------------- | ----- |
| 1.     | Some Might Say                        | (What's the Story) Morning Glory? (1995)  | 5:29  |
| 2.     | The Importance of Being Idle          | Don't Believe the Truth (2005)            | 3:41  |
| 3.     | D'You Know What I Mean?               | Be Here Now (1997)                        | 7:44  |
| 4.     | Lyla                                  | Don't Believe the Truth (2005)            | 5:12  |
| 5.     | Let There Be Love                     | Don't Believe the Truth (2005)            | 5:26  |
| 6.     | Go Let It Out                         | Standing on the Shoulder of Giants (2000) | 4:38  |
| 7.     | Who Feels Love?                       | Standing on the Shoulder of Giants (2000) | 5:44  |
| 8.     | Little by Little                      | Heathen Chemistry (2002)                  | 4:53  |
| 9.     | The Shock of the Lightning            | Dig Out Your Soul (2008)                  | 5:04  |
| 10.    | She Is Love                           | Heathen Chemistry (2002)                  | 3:13  |
| 11.    | Whatever (Noel Gallagher, Neil Innes) | Non-album single (1994)                   | 6:20  |
| 12.    | I'm Outta Time (Liam Gallagher)       | Dig Out Your Soul (2008)                  | 4:08  |
| 13.    | Falling Down                          | Dig Out Your Soul (2008)                  | 4:27  |
| 14.    | Sunday Morning Call (skrytá skladba)  | Standing on the Shoulder of Giants (2000) | 5:14  |